# Bié
Bié és una província d'Angola. Té una superfície de 10.317 km² i una població que s'estima en 1.338.293 habitants (2014). La seva capital és la ciutat de Kuito.
És una província eminentment rural. Segons les estadístiques del 1988, hi havia 201.600 persones que vivien en àrees urbanes i 843.400 vivien en zones rurals.

## Geografia

### Situació geogràfica
La província es troba en el centre d'Angola i limita amb el nord amb la província de Malanje, al nord-est amb Lunda Sul, a l'est amb Moxico, al sud amb Cuando Cubango i a l'est amb les províncies de Huila, Huambo i Kwanza-Sud.

### Geografia física
El territori es caracteritza per l'altiplà angolès, que en aquesta província arriba fins als 1852 metres per damunt del nivell del mar. Té una terra molt fèrtil i el travessa, a l'est i al nord, el riu Cuanza. Al sud-oest hi ha el riu Cubango.

### Climatologia
El seu clima és fresc i té unes pluges abundoses.

## Política
L'actual president d'UNITA, Isaias Samakuva és de la ciutat de Kunji.

### Divisió administrativa
Els municipis de la província són:
- Andulo
- Nharea
- Cunhinga
- Chinguar
- Catabola
- Cuemba
- Camacupa
- Chitembo
- Kuito

## Economia i transports
L'agricultura i el sector primari és el més important de l'economia de Bié. Es cultiva blat de moro, canya de sucre, arròs, cafè i cacauet.
Hi ha un ferrocarril que comunica la província amb l'oceà atlàntic.

## Ciutats principals
- Kuito: 114.791 habitants
- Camacupa: 19.347 habitants
- Catabola: 19.281 habitants
- Catumbela: 17.369 habitants
- Chisamba: 7.755 habitants

## Llengües que es parlen
- Luimbi[3]
- Umbundu